# Na przełęczy
Na przełęczy – powieść (zbiór reportaży) autorstwa Stanisława Witkiewicza z 1891.
Dzieło inspirowane było duchem narracji zainicjowanym przez gawędę Sześć dni w Tatrach autorstwa Tytusa Chałubińskiego z 1879.
W powieści autor odkrywa dla czytelnika Tatry z ich malowniczym pięknem, w czasach, kiedy jeszcze nie zostały skażone przez wzrastającą, masową turystykę (lata 1880–1900). Obrazuje specyfikę przyrody i kulturę góralszczyzny. W głębszej warstwie poszukuje nowych środków ekspresji artystycznej, jak również specyficznie polskiej tożsamości łączącej cechy regionalne z międzynarodową perspektywą. Wraz z odejściem narratora od cywilizacji miejskiej i wejściem w obszar dzikości, odkrywa on nowy sposób postrzegania świata. Pod wpływem ustnie jedynie przekazywanej kultury góralskiej oraz bogactwa dźwięków natury, uczy się opisywać bogactwo sfery dźwiękowej gór i ich mieszkańców. W sferze opisowej w impresjonistyczny sposób eksponuje młodopolską nastrojowość. Powyższe pozostawało w nurcie europejskich praktyk pisarskich, gdzie pisarze obcowali twórczo z malarzami w celu poszukiwania artystycznych innowacji, przebywając z reguły w małych miejscowościach, kurortach lub górskich osadach.
Powieść odegrała istotną rolę w budowaniu wrażliwości polskich odbiorców na piękno tatrzańskiego pejzażu, a także na egzotykę kultury górali podhalańskich. Nazywana była Ewangelią Tatr. Poznawczo-dokumentacyjną wartość utworu dopełnia jego dobrze sformułowany aspekt anegdotyczny.
Według powieści powstał spektakl Na przełęczy, który miał premierę 31 grudnia 2002 w Teatrze im. Stanisława Ignacego Witkiewicza w Zakopanem.